# Oritoniscus violaceus
Oritoniscus violaceus är en kräftdjursart som beskrevs av Dalens, Rousset och Fournier 1996. Oritoniscus violaceus ingår i släktet Oritoniscus och familjen Trichoniscidae. Inga underarter finns listade i Catalogue of Life.